# Jean-Marie Guéhenno
Jean-Marie Guéhenno (Parigi, 30 ottobre 1949) è un politico e diplomatico francese, è stato nominato presidente del CEO di International Crisis Group nel mese di agosto 2014, succedendo a Louise Arbour.
Ha lavorato come sottosegretario generale per le operazioni di mantenimento della pace dal 2000 ad agosto 2008 presso le Nazioni Unite. È socio senior non residente presso la Brookings Institution. Prima di entrare in Crisis Group è stato direttore del Centro per la Risoluzione dei Conflitti presso la Scuola Internazionale di Affari Internazionali e pubblici della Columbia University. Ha lavorato anche come direttore associato del Arnold A. Saltzman Institute of War and Peace Studies a SIPA e diretto la scuoda di specializzazione della risoluzione dei conflitti internazionali.
Guéhenno è stato eletto Presidente del Centro Henry Dunant per il dialogo umanitario alla fine del 2010. Da marzo a luglio 2012, si sollevò temporaneamente dal ruolo per lavorare come vice inviato speciale congiunto delle Nazioni Unite e la Lega degli Stati arabi in Siria. Ha ripreso il suo ruolo di membro e presidente del Centro Consiglio HD in novembre 2012.

## Biografia
Guéhenno ha servito le Nazioni Unite come sottosegretario generale per le operazioni di mantenimento della pace 2000-2008. In quel ruolo, ha guidato la più grande espansione del mantenimento della pace nella storia delle Nazioni Unite, la supervisione di circa 130.000 personale in diciotto missioni.
Prima di lavorare presso le Nazioni Unite, Guéhenno era un membro della Corte dei Conti di Parigi. Ha lavorato anche nelle relazioni internazionali e nella diplomazia, dirigendo il francese Policy Planning Staff 1989-1993, che ha presieduto l'Institut des hautes études de Défense nationale 1998-2000 e di lavoro con il Ministero degli Affari Esteri in Francia prima di entrare a far parte delle Nazioni Unite.
Guéhenno è un ufficiale della Legion d'Onore e un comandante della Bundesverdienstkreuz. Ha frequentato l'École Normale Supérieure, prima di andare a l'École nationale d'administration. È sposato e ha una figlia.
Guéhenno è il figlio del maestro, editore e scrittore Jean Guéhenno, autore del libro di memorie come Journal des Années Noires e una biografia di Jean-Jacques Rousseau, tra le altre opere.

## Pubblicazioni
Guéhenno ha pubblicato articoli su molti giornali e riviste, tra cui The Impact of Globalisation on Strategy presso International Institute for Strategic Studies' Survival, e "Globalisation and the International System" nel Journal of Democracy, così come articoli o capitoli in Internationale Politik, Prospect, Paradoxes of European Foreign Policy, e Strategic Analysis. Egli è l'autore di The End of Democracy (1993, in francese),
in italiano La fine della democrazia, edizione Garzanti.